# Cuora bourreti
Cuora bourreti або Cuora galbinifrons bourreti — черепаха, який зустрічається у центральному В'єтнамі та сусідньому Лаосі. У пресі В'єтнаму були відомості про успішне розведення цих черепах на черепаховій фермі у провінції Фуєн.

## Класифікація
Хоча Стюарт та Паргам (англ. Stuart and Parham) (2004) вважали, що цей підвид може вважатися окремим видом, остеологічні дослідження показали, що краще вважати Cuora bourreti підвидом C. galbinifrons. Це було пізніше підтверджено знахідкою зон інтерградації у північно-центральному В'єтнамі, де мешкають гібридні популяції C. g. galbinifrons та C. g. bourreti.

## Етимологія
Цю черепаху назвали на честь французького герпетолога Рене Леона Бурре (фр. René Léon Bourret).

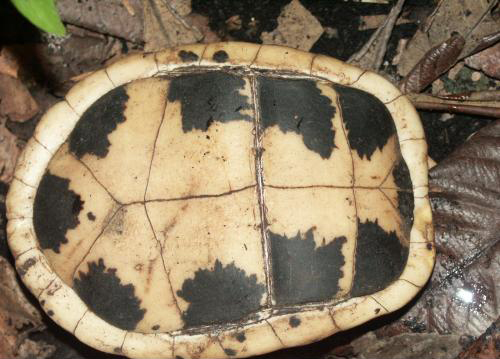
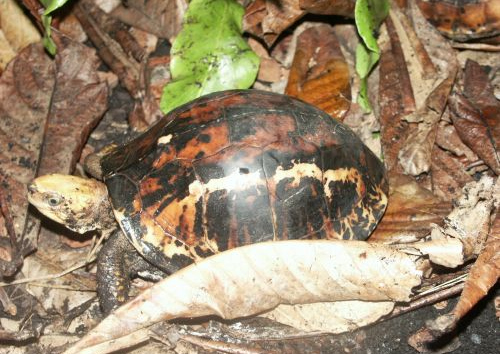
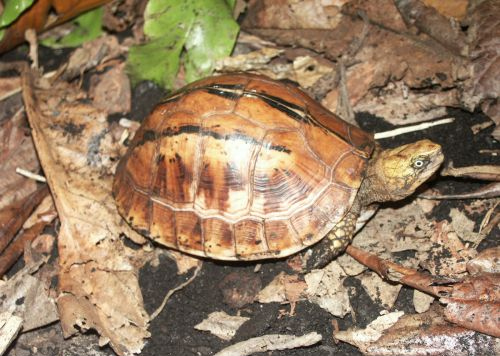

## Для подальшого читання
- Fritz, Uwe; Petzold, Antje; Auer, Markus. 2006. Osteology in the Cuora galbinifrons complex suggests conspecifity of C. bourreti and C. galbinifrons, with notes on shell osteology and phalangeal formulae within the Geoemydidae. Amphibia- Reptilia 27 (2): 195—205.
- Fritz U, Ziegler T, Herrmann H-W, Lehr E. 2002. Intergradation between subspecies of Cuora galbinifrons Bourret, 1939 and Pyxidea mouhotii (Gray, 1862) in southern North Vietnam. Faun. Abh. Mus. Tierk. Dresden 23: 59-74.
- Obst FJ, Reimann M. 1994. «Bemerkenswerte Variabilität bei Cuora galbinifrons Bourret, 1939, mit Beschreibung einer neuen geographischen Unterart: Cuora galbinifrons bourreti subsp. nov.» Zool. Abh. Mus. Tierk. Dresden 48: 125—138.
- Stuart BL, Parham JF. 2004. Molecular phylogeny of the critically endangered Indochinese box turtle (Cuora galbinifrons). Mol. Phylogenet. Evol. 31: 164—177.